# Thoi Singh
Khangebam Thoi Singh (Thoubal, 5 ottobre 1990) è un calciatore indiano, centrocampista del Calicut.

## Palmarès

### Competizioni nazionali
- Indian Super League: 2

Chennaiyin: 2015, 2017-2018
- Super League Kerala: 1

Calicut: 2024